# Рубаный Мост (Кировоградская область)
Рубаный Мост (укр. Рубаний Міст) — село в Новомиргородской городской общине Новоукраинского района Кировоградской области Украины.
До 2020 года входило в Новомиргородский район
Население по переписи 2001 года составляло 555 человек. Почтовый индекс — 26014. Телефонный код — 5256. Код КОАТУУ — 3523886801.